# Supergranulace
Supergranulace jsou rozsáhlé, více než 30 000 km velké buňky na povrchu Slunce viditelné (ne v optickém spektru, nepatrně v infračerveném) ve fotosféře. V klidných obdobích zůstávají neměnné, v těch aktivních mohou zvětšit svůj rozměr až o 10 %. Doba života každé buňky je přibližně 1 až 2 dny. Zkoumají se pouze prostřednictvím tzv. dopplerometrů.